# Пролитое молоко (Американская история ужасов)
«Пролитое молоко» (англ. «Spilt Milk») — одиннадцатый эпизод второго сезона американского телесериала «Американская история ужасов», премьера которого состоялась 9 января 2013 года на телеканале FX. Сценарист — Брэд Фэлчак, режиссёр — Альфонсо Гомес-Рехон. Эпизод имеет рейтинг TV-MA (LSV).
В этом эпизоде, Лане (Сара Полсон) удаётся сбежать из лечебницы и разоблачить все происходящие там гадости, включая жестокое обращение доктора Тредсона (Закари Куинто). Киту (Эван Питерс) и Грейс (Лиззи Брошре) разрешено покинуть лечебницу, но дома они получают сюрприз. Джуди (Джессика Лэнг) обещает монсеньору Говарду (Джозеф Файнс), что его падение, а также падение лечебницы, скоро наступит.

## Сюжет

### 1964
Доктор Тредсон выводит Кита из его камеры, чтобы тот увиделся с Грейс и ребёнком в дневной комнате. Пеппер (Наоми Гроссман) хочет защитить её, но Тредсон очищает комнату, чтобы трое смогли остаться одни. Кит спрашивает Грейс, что она помнит о своём похищении пришельцами, и она вспоминает болезненный процесс того, как внутрь её помещали ребёнка. Ребёнок быстро вырос внутри неё, так как время для пришельцев течёт по-другому. Кит считает, что Альма мертва, и делает Грейс предложение. Монсеньор Говард прибывает с группой людей из дома потерянных детей Святой Урсулы, чтобы забрать у них ребёнка.
Мать-настоятельница Клавдия (Барбара Тарбак) даёт Лане её личное дело в надежде разоблачить жестокое обращение в лечебнице. Настоятельница желает, чтобы это место было уничтожено. Она говорит Лане, что сменить одежду можно в соседней комнате, и что такси ждёт снаружи. Лана говорит Джуди, что она вернётся за ней. В вестибюле Тредсон говорит Киту, что он может помочь вернуть его ребёнка, но он должен убедить Лану отдать ему записанное признание. Тредсон скажет полиции, что доктор Арден является серийным убийцей. Пока они говорят, Лана проходит за их спинами в длинном пальто и платке. Кит видит её и отвлекает Тредсона, позволяя ей покинуть лечебницу. Лана садится в такси и показывает потрясённому Тредсону запись, прежде чем показать ему средний палец, в то время как её увозят оттуда.
Позже он возвращается домой и находит там ожидающую его вооружённую Лану. Она говорит ему, что запись у полиции. Эта новость успокаивает его. Он не мог справиться с эмоциональным стоком, скрывая свою убийственную сторону. Она настаивает на том, чтобы она знала, что он сделал с Венди (Клеа Дюваль). Он говорит о том, как занимался сексом с её трупом и как разрезал на части и разбросал их по разным местам. Когда снаружи подъезжает полиция, они обсуждают его поход в суд, но он насмехается над ней, говоря, что его невменяемость позволит ему избежать смертной казни, добавляя, что она стала бы его последней жертвой. Он стоит рядом с ящиком, внутри которого находится пистолет, и достаёт его, чтобы застрелить её. Лана быстро застреливает Тредсона насмерть, говоря, что тюрьма слишком хороша для него.
Лана и её друзья идут в склеп навестить Венди, хотя официально её останки не были найдены. Друзья спрашивают про планы Ланы, и она хочет переехать в Нью-Йорк, считая, что это всё её вина из-за того, что она стремилась узнать историю Брайрклиффа. Подруга Барб (Дженнифер Холлоуэй) говорит Лане связаться с женщиной, которая поможет ей с её «небольшой проблемой». Журналисты хотят взять интервью у Ланы, но она издевательски говорит им прочесть её книгу.

### 1965
В лечебнице, Джуди отказывается принимать своё лекарство и кидает поднос с остальными лекарствами на пол. В своём кабинете монсеньор читает опубликованные сообщения о лечебнице, и ему сообщают о срыве Джуди. Она говорит ему, что его падение произошло от одержимой монашки, работающей у него. Её прежнее восхищение им и его стремлением стать кардиналом теперь не интересуют её.
Кита освобождают, так как Лана убила настоящего Кровавого Лика, а история была опубликована. Прежде чем уйти, он шантажирует монсеньора, чтобы тот вернул ребёнка и позволил Грейс покинуть психбольницу, так как доктор Арден объявил её мёртвой, когда Фрэнк стрелял в неё. Кит предупреждает, что он раскроет секреты лечебницы, если эти результаты не будут достигнуты. Он затем берёт Грейс и ребёнка домой, где он в шоке находит Альму с её собственным ребёнком.
Лана навещает одну женщину (Гвинит Уолш), чтобы сделать аборт. Прежде чем начать, Лана вспоминает всё, что она видела, и прекращает процедуру, при этом испытывая ПТСР. Несколько месяцев спустя, Лана с двумя детективами пытается вернуть Джуди, но монсеньор говорит им, что Джуди покончила с собой, а её останки были кремированы. Однако в подвальную камеру доставляют тарелку с едой для Джуди.
Лана рожает ребёнка и, несмотря на нежелание иметь что-либо общее с ребёнком, она выкармливать его, когда он отказывается принимать формулу.

### 2012
Джонни (Дилан Макдермотт) сидит в квартире доктора Тредсона, ожидая девочки по вызову Пандору (Джилл Мари Джонс). Три недели назад она родила ребёнка и она ещё может давать грудное молоко, которое она «накопила» для него. Джонни начинает сосать её грудь. Она шутит по поводу того, что у него «проблемы с матерью», и он говорит о том, как его мать его не любила, а лишь саму себя. Это злит его и Пандора пытается успокоить его, но он нападет на неё.

## Производство
Сценарий к «Пролитому молоку» написал сосоздатель сериала Брэд Фэлчак, а режиссёром стал ветеран сериала «Хор» Альфонсо Гомес-Рехон.
В интервью с «Entertainment Weekly» в январе 2013 года, создатель сериала Райан Мёрфи рассказал о режиссуре эпизода Альфонсо Гомес-Рехоном: «Альфонсо также много работал с Мартином Скорсезе, и я очень сильно почувствовал „Отступников“. Мне понравилось. Я считал, что все выборы были очень свежими и очень оригинальными. Мне понравилось развитие персонажей. Мне очень понравилось и я думаю, что зрителям понравится увидеть Лану в качестве героини Хичкока. Я считал, что работа художника была гениальной. Это был эпизод счастливых ошибок, потому что так много вещей, которые мы написали, и так много мест, которые мы хотели, не были доступны. Как тот мавзолей стал счастливой случайностью. Его вообще не было в сценарии, но он был доступен».
Мёрфи также прокомментировал содержимое эпизода, пропущенное цензорами FX: «У меня очень хорошие отношения с нашими людьми. Я считаю, что удивительной вещью на кабельном телевидении является то, что вы можете добавить столько насилия, сколько хотите, но у вас будут многочасовые обсуждения о затемнении сосков. У меня такое было в „Частях тела“, и теперь такое происходит здесь, где будет микроскопический, глубокий анализ типа: „Я там вижу тень. Перегородите это.“ Единственный раз, когда я когда-либо смог показать сосок на телевидении, было когда мы снимали „Части тела“, где парень получил грудные импланты. В конце дня, эта телесеть доверяет своим шоураннерам. Есть некоторые вещи, которые, как сценарист и шоураннер, я не стал бы показывать, и Джон Ландграф и я на одной и той же волне по этому поводу».
Отличительная музыка фортепиано, которая играет, когда Лана Уинтерс покидает Брайрклифф, избегая доктора Тредсона, является одной из главных музыкальных тем из саундтрека фильма Клайва Баркера «Кэндимэн», и её сочинил для фильма известный композитор Филип Гласс.

## Реакция
«Пролитое молоко» посмотрели 2,51 миллиона человек с долей 1,5 среди категории возраста 18-49 лет, что выше по сравнению с предыдущим эпизодом.
Рейтинг эпизода на Rotten Tomatoes составляет 94%, на основе 16 отзывов. Консенсус сайта гласит: «„Пролитое молоко“ предлагает свежие заманчивые сюжеты, грубо безумные потрясения и почти счастливую развязку». Тодд Вандерверфф из «The A.V. Club» посчитал, что у эпизода «много всего происходит, но на самом деле не в плане действия или поступательного сюжетного импульса. Словно сериал получил развязку двумя эпизодами ранее, а сейчас он не уверен, что делать дальше». Он добавил: «Это действительно всё ещё странный эпизод, особенно от Брэда Фэлчака, который обычно довольно хорошо вносит вещи в крещендо. Вместо этого, „Пролитое молоко“ движется по странным и неровным путям». Джефф Беркшир из «Zap2it» заявил: «Здорово видеть, как шоу переключается на первую передачу и доставляет такой стильный, захватывающий и удивительный час как „Пролитое молоко“. Режиссёр Альфонсо Гомес-Рехон и сценарист Брэд Фэлчак действительно превзошли себя с этим эпизодом».